# Broughton (Oxfordshire)
Broughton is een civil parish in het Cherwell district van Oxfordshire, Engeland. Volgens onderzoek van 2001 woonde er 305 personen in het dorp. Het ligt ongeveer 2½ kilometer zuidwest van Banbury, de lokale vlek. Het dichtbijgelegen bouwwerk, Broughton Castle, van de familie Fiennes, werd gebruikt als filmset. Onder andere zijn films als Shakespeare in Love en Three Men and a Little Lady hier gemaakt.